# Халими, Бетим
Бетим Халими (алб. Betim Halimi; род. 22 февраля 1996, Пожеран) — косоварский футболист, вратарь албанского клуба «Кукеси».

## Клубная карьера
Начинал свою карьеру в клубе «Дрита». Вместе с ним он выступал в чемпионате частично признанной Республике Косово. В 22 года голкипер перебрался в зарубежное первенство и заключил контракт с эстонским клубом «Нарва-Транс». 22 августа он дебютировал за команду в кубковом поединке против «Моэ», завершившемся крупной победой клуба со счетом 7:0. Всего в первенстве вратарь провел за нарвитян семь матчей.
Зимой 2019 года голкипер заключил контракт на 3,5 года с украинской командой Премьер-Лиги донецким «Олимпиком». Первый поединок за неё Халими провел 3 марта против коллектива «Арсенал-Киев», в котором «Олимпик» потерпел поражение со счетом 0:1.

## Карьера в сборной
Вызывался в расположение юношеской и молодёжной сборной Косова. 16 марта 2021 года получил вызов в сборную Косова главным тренером Бернаром Шалландом для участия в матчах отборочного турнира чемпионата мира 2022 года против сборных Литвы, Швеции и Испании.

## Достижения
- Чемпион Косова: 2017/18